# Socioterapija
Socioterapija ili socijalna terapija je metod lečenja mentalnih poremećaja koji u proces lečenja uključuju korišćenje društvenih interakcija. Kao vrsta lečenja koja se zasniva na korištenju terapijskih značajnosti grupe, socioterapija se razvila kao protivteža biološkom i psihološkom pristupu, a odnosi se na postupke koji naglašavaju socijalne faktore okoline, više interpersonalne nego intrapsihičke.
Socioterapijske metode su često prve preduzete mere kod nekog pacijenta za strukturisanje života, u područjima koja se mogu uopšteono definisati kao 
„život”, „rad” i „kontakti” (komuniciranje). A svakodnevni i kontinuirano otvoreni metod razmene informacija (komunikacije i interakcije) je vodeći princip socioterapije.T

## Terminologija
Klinička socioterapija — je termin koji se obično koristi u ustanovama koje imaju terapijsko usmerenja bilo na grupe dece, mladih ili starih i kad postoji direktno usmerenje na proces vođenja slučaja kroz planiranje terapijskog delovanja ili nege vaninstitucionalno.
Socioterapeut — je „terapeut za obogaćenje zivota”, kako se ponekad koristi naziv. 
Klinički socioterapeut — je obično ravnopravan clan multidiciplinarnog tima, koji radi uz ostale relevantne profesije kao sto su lekar, psihijatar psiholog, medic.sestra, socijalni radnik, pedagog koji se pojavljuju kao profesionalci u rehabilitaciji i rekreativnim aktivnostima.
Socioterapijska metodologija — koristi životno okruzenje na planski način (što ima i svoje šire društveno značenje (destigmatizciju), i kroz nju sagledava svakodnevno životno okruženje pacijenatra u okviru kliničkog sistema kao instrument („alatka”) terapijskog delovanja.

## Opšta razmatranja
Osnovna suština socioterapije, prema jednoj od definicija, zasniva se na činjenici; da ljudi žive u grupama, u socijalnom okruženje i da zato treba da se leče u socijalnim organizacijama u svom socijalnom okruženju što im omogućuju osećanje dobrobiti i daje im veću šansu za oporavak. U tom smislu socioterapeuti pomažu osobama koje su ugrožene bolešću da se organizuju i ostvare odredjena rešenja za raznovrsne probleme koji su pred njima, uz podršku kojazavisi od stanja zdravlja i trenutnih sposobnosti pacijenta.
U hospitalnoj oblasti cilj socioterapije je da kreira socijalne uslove kojima će se unaprediti oporavak pacijenta u sklopu primenjenog sveobuhvatnog tretman do optimalnog nivoa, ključujući u svoje aktivnosti rad sa grupama i individuama, uz učenje s ciljem obogaćivanja ili poboljšanja socijalnih i životnih uslova.
Pri tome treba imati u vidu da socioterapija nije samo skup kombinovanih intervencija kojima se iskazuju i poštuju pacijentovi interesi u vezi sa bolešću, već je ona osmišljena tako da oštećenim osobama omogućuje da ispolje svoje potrebe i izraze svoje mogućnosti do visokog stepena. Zato se socioterapija bavi ciljanim treningom i usavršavenjmem kojim se za postiže socijalna kompetentnosti, i pomaže u ponovnom sticanju socijalne nezavisnosti.
Takože jedna od funkcija socioterapije je da u slučajevima gde postoji pretpostavka da će se pojaviti negativni efekti bolesti dugog trajanja, pomogne da oštećena osoba ostane deo društva i ne postane socijalno izolovana. Ona to ostvaruje kroz očuvanje i podsticanje kontakata, održavanje opuštajućih i suportativnih razgovora, pravljenje dnevnih i nedeljnih planova, podrška u svakodnevnoim događanjima.
Ljudska potreba za jednakošću u socijalnim okruženjem
Svi ljudi su jednaki i treba da imaju ista prava. Međutim kako u toj sferi postoje problemi oni moraju biti svesni postojanja tih problema, odnsno, ako to nisu treba ih ućiniti svesnim tog problema
Ljudski razvoj se po definiciji odvija kroz kontakt sa drugima, zato ljudu imaju potrebu da formiraju sve vrste kontakata, jer Ljudima su potrebna druga ljudska bića da bi bili u stanju da shvate sebe, svoje želje, potrebe i mogućnosti.
Iako je socijalno okruženje važno za razvoj ljudskih sposobnosti, poznata je činjenica o uzajamnim uticajima i uzajamnoj (medđzavisnosti) jer multifunkcionalni socijalni sistemi, odnosno socijalno okruženje, može stvoriti ozbiljne prepreke za razvoj i dobrobit pojedinca.
Problemi i poremećaji pojedinca koji se mogu javiti u konačnom ishodu socijalnog okruzenja prezentuju se kao nemogućnost pojedinca da uopšte funkcioniše ili 
kao manje ili više ograničeno njegovo/njeno nezavisno funkcionisaje.

## Glavne razlike između socijalnog rada, socioterapije i psihoterapije
|                                           | Socijalni rad | Socioterapija | Psihoterapija |
| ----------------------------------------- | --- | --- | --- |
| Pacijent                                  | Pojedinac ili društvena grupa obično sa niskim socioekonomskim statusom, ugroženim ili isključenim; osoba koju bi frustrirale psihosocijalna potrebe.                                          | Pojedinac ili društvena grupa, ista kao u socijalnom radu, ali sa proširenim društvenim uticajima, u okviru kojih pacijenti burnije doživljavaju međuljudske sukobe ili probleme, pa je sa njihovom pojavom neophodna psihoterapijska nadležnost     | Pojednac, par ili grupa nad kojom psihoterapeut sprovodi terapiju zbog težih intrapersonalnih konflikta ili problema uzrokovanih narušenim međuljudskim odnosima. |
| Intervencija                              | Profesionalna intervencija u vidu konsultacija u pravu, medicini, finansijskoj sigurnosti itd. ili konkretna praktična socijalne pomoći u "materijalnoj ili socijalnoj sferi”                  | Intervencija kod lica koja zahtevaju stručnu pomoć socioterapijskih stručnjaka (socioterapijskih ili psihoterapijski trening) u obliku olakšanja ili terapijskih razgovora uz primenu tehnike i postupke pojedinih terapijskih pravaca i tako dalje. | Individualna, grupna ili porodična intervencija psihoterapeuta u skladu sa individualnim psihoterapijskim pravcima i pristupima.                                  |
| Cilj                                      | Na individualnom nivou: da se povrati sposobnost pojedinca da radi samostalno, da naglasi socijalno funkcionisanje pojedinca; Na nivou preduzeća: da ublaži ili spreči socio-patološki fenomen | Na individualnom nivou: više prilagođeno socijalnom ponašanju klijenta i njegovog društvenog sistema; Na nivou preduzeća: smanjenje tenzija između društvenih sistema uz olakšavajući sociopatološki fenomen (sociatrija)                            | Na individualnom nivou: razvoj ličnosti koji se ogleda u zrelom ponašanju pacijenta.                                                                              |
| Minimalni zahtevi za obavljanje zanimanja | Obrazovanje: barem na nivou prvog stepena univerzitetskog obrazovanja Veštine: socio-psihološka obuka                                                                                          | Obrazovanje: barem na nivou prvog stepena univerzitetskog obrazovanja Veštine: socio-terapeutska ili psihoterapeutska obuka | Obrazovanje: najmanje na nivou 2 stepena visokog obrazovanja (magistar) Veštine: obuka iz psihoterapije                                                           |

## Metode socioterapije
Sve socioterapijske metode mogu se grupisati u dve metode (između kojih, pored postijanja međusobno različita socioterapijska metoda postoji i značajna funkcionalna, vremenska i prostorna povezanost), a to su:

### Socioterapija u užem smislu
Gde spadaju grupna terapija, terapijska zajednica, odnosno terapija sredinom, milje terapija, okupaciona, radna i rekreativna terapija. Organizacione socioterapijske forme u užem smislu su:
Grupna terapija veoma često čini osnovni terapijski postupak gde se u prvom redu potencira osećanje grupne pripadnosti.
- Grupe namenjene obavljanju određenih aktivnosti,
- Socioterapijske i
- Psihoterapijske grupe

Ovaj socioterapijski metod polazi od već usvojenog stava da je čovek ne samo biološko i psihološko već i socijalno biće. Grupna terapija veoma često čini osnovni terapijski postupak gde se u prvom redu potencira osećanje grupne pripadnosti. U važne osobine grupe ističu se zajedničke norme i medjusobno povezane socijalne uloge članova grupe.
Terapijska zajednica — koja podrazumeva različite sadržaje rada
- Zavisno od toga da li se sagledava kao novo-uvedeni terapijski metod u nekoj ustanovi.
- Zavisno o osnovnom zahtevu za humanizacijom postupaka prema psihijatrijskim pacijentima.

U oovoj zajednici sproovode se različiti sadržaji rada, počev od toga da li je u pitanju novi terapijski metod ili je reč o zahtevu za humanizacijom postupaka. 
Osnovne principe terapijske zajednice čine: članovi personala i svi pacijenti.U njoj je zaravnjena piramide stroge hijerarhije, i obezbeđena je dvosmerna komunikacija, koja podstiće permisivnost ili tolereisanje poremećenog ponašanja. Nosioci terapijskog postupka su svi članovi terapijske zajednice, koji treba da poštuju pravila zajedničkog življenja.

### Socioterapija u širem smislu
Gde uz institucionalnu formu i sam metod rada koji je primarno socioterapijski spadaju svi institucionalni oblici u savremenoj psihijatriji. Organizacione socioterapijske forme u sirem smislu su:
- socioterapijski klubovi,
- rad sa porodicom ili terapija u porodičnoj sredini,
- network-terapija ili terapija „mrežom"
- zaštitne radionice
- terapijske komune i slično

Od svih savremenih oblika institucionalnog tretmana Socioterapijski klubovi su se pokazali kao jedan od najvažnijih oblika socioterapije. Članovi kluba su lečeni pacijenti, njihove porodice i prijatelji kluba. Oni organizuju različite aktivnosti, zavisno od vrste i ciljeva kluba. Prirodnost i demokratičnost u klubu postiže se izmedju ostalog preuzimanjem odgovornosti i inicijative za sve što se dogadja u klubu. Uključivanjem u aktivnosti kluba članova porodica i prijatelja kluba unose se socijalno prihvatljiva ponašanja čime se postiže bolji terapijski efekat i profilaktičko dejstvo. Socioterapijski klub značajno doprinosi demistifikaciji psihijatrijske bolesti, a indirektno i same psihijatrijske institucije.

### Usklađivanje metoda intervencije
Socioterapeuti moraju permanentno usklađivati svoje metode intervencije u socijalnom okruženju do postizanja optimalnog balansa:
- izmedju interesa grupe kao celine,
- razlicitih podgrupa unutar zajednice i
- interesa pojedinih klijenata.

Socioterapijski optimum se najbolje obezbedjuje kroz rad tima profesionalaca, koji radeći zajedno u „procesu”- sistemu 8-casovnih smena, „vode” pacijenta tako da im obezbeđuju dnevni zivot, 24 časa.

## Literatura
- Antonijević, M. Socioterapija, U. Morić-Petrović, S. Psihijatrija, Medicinska knjiga Beograd-Zagreb, 1987,5O3-513;
- Muačević, V. Rehabilitacija i socioterapija psihijatrijskih bolesnika, U: Muačević, V, (ur.), Psihijatrija, Medicinska naklada, Zagreb, 1995, 201-209; 1975.54-94;
- Clark. David, H. Social Therapy in Psychiatry. 2-nd edition. Currchill Livingstone,1981,l4-82;
- Hečimović, V.Terapijska zajednica, SZ, Zagreb, 1987, 29 –128;
- Kathlyn L.Reed and Sharon N.Sanderson: Concept of Ocupational Therapy, 3-rd ed.,Williams & Wilkins 1992. ,2-30.,
- Doroehy S.Whitaker, Using groups to help people, Routledge & Kegan Paul. London and New York,1987

## Spoljašnje veze
|  | Molimo Vas, obratite pažnju na važno upozorenje u vezi sa temama iz oblasti medicine (zdravlja). |